# Apac
Apac ist eine Stadt in der Northern Region in Uganda. Sie ist der Hauptort des Distrikt Apac und ist eine Gemeinde innerhalb des Distrikts. 

## Bevölkerung
Im August 2014 bezifferte eine Volkszählung die Einwohnerzahl auf 14.972.
Die folgende Übersicht zeigt die Einwohnerzahlen nach dem jeweiligen Gebietsstand.
| Jahr | Einwohner |
| ---- | --------- |
| 1969 | 378       |
| 1991 | 5.783     |
| 2002 | 10.137    |
| 2014 | 14.972    |